# Margit Gráber

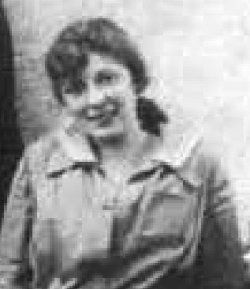
Gráber Margit

Margit Gráber (* 5. August 1895 in Budapest, Österreich-Ungarn; † 4. August 1993 ebenda) war eine ungarische Malerin und Grafikerin.

## Leben
Margit Gráber wurde 1895 in Budapest geboren. Ihre künstlerische Ausbildung erhielt sie zunächst an der Schule für angewandte Zeichnung und später an der Schule für angewandte Kunst, wo sie von Manó Vesztróczy und Károly Kernstok unterrichtet wurde. Von 1916 bis 1919 war sie Schülerin von Béla Iványi-Grünwald in der Künstlerkolonie von Kecskemét. Von 1920 bis 1924 lebte sie mit ihrem Mann, dem Maler Vilmos Perlrott-Csaba, in Deutschland. Mitte der 1920er Jahre verbrachte sie die meiste Zeit in Paris, malte aber auch in Nagybánya (heute Baia Mare, Rumänien). Ab 1928 arbeitete sie in Ungarn und wurde Mitglied der Künstlervereinigung KUT (Képzőművészek Új Társasága). Sie starb 1993 in Budapest.

## Werk
Margit Gráber war bekannt für ihre Landschaften und Stillleben. Ihr Stil wurde von ihren Studien in Ungarn, Deutschland und Frankreich beeinflusst und zeigt Elemente des Postimpressionismus und der ungarischen Avantgarde. Sie arbeitete sowohl in Öl als auch in Aquarell und schuf Werke, die sich durch kräftige Farben und eine expressive Formensprache auszeichnen.